# Vĩnh Thạnh, Nha Trang
Vĩnh Thạnh là một xã cũ thuộc thành phố Nha Trang, tỉnh Khánh Hòa, Việt Nam.

## Địa lý
Nằm ớ phía tây thành phố Nha Trang, xã Vĩnh Thạnh thuộc hữu ngạn của sông Cái Nha Trang. 
Địa giới như sau:
- Phía đông giáp xã Vĩnh Ngọc, Nha Trang
- Phía nam giáp xã Vĩnh Hiệp, Nha Trang
- Phía tây giáp xã Vĩnh Trung, Nha Trang và xã Diên Phú, Diên Khánh
- Phía bắc giáp xã Vĩnh Phương, Nha Trang ranh giới tự nhiên là sông Cái.

## Hành chính
Xã Vĩnh Thạnh được chia thành 4 thôn gồm: Phú Bình, Phú Vinh, Phú Thạnh, Phú Trung.